# NGC 7630
NGC 7630 (również PGC 71176 lub UGC 12540) – galaktyka spiralna (S?), znajdująca się w gwiazdozbiorze Pegaza. Odkrył ją Andrew Common 8 sierpnia 1880.